# Hortensia Manuela Moreno Esparza
Hortensia Manuela Moreno Esparza (Ciudad de México, 14 de junio de 1953)  es docente, editora y académica mexicana.

## Trayectoria
Estudió la  licenciatura en ciencias de la comunicación en la  Universidad Nacional Autónoma de México. Posteriormente, realizó la maestría en ciencias de la comunicación y finalmente estudió el doctorado en ciencias sociales en la Universidad Autónoma Metropolitana Unidad Xochimilco.
Es profesora y académica universitaria desde 1975; mientras que, en 1985 se incorporó al departamento de publicaciones del Instituto de Investigaciones Sociales. En 2015 cambió su  adscripción para incorporarse  al Programa Universitario de Estudios de Género.  Y desde 1990 colabora en la revista Debate feminista de la cual es directora desde 2016.
Ha colaborado en publicaciones con teóricas, académicas e investigadores haciendo énfasis en el lenguaje incluyente, las relaciones y desigualdades de género, igualdad y equidad. 

## Premios y reconocimientos
- En 2010 fue galardonada  con el premio Tesis en Género Sor Juana Inés de la Cruz otorgado por Inmujeres, en la categoría de doctorado.[8]
- En 2018 obtuvo el Premic Sor Juana Inés de la Cruz que otorga la UNAM a académicas por su contribución a la docencia, investigación y difusión cultural.[5]

## Publicaciones

### Individuales
- El boxeo como tecnología de la masculinidad, Revista La Ventana,  (2011).
- La voz de las niñas/Reflexiones sobre la igualdad de género en la escuela, México, SEP/UNESCO, (2021).

### Colectivas
- El boxeo como tecnología de la masculinidad. La Ventana, revista de estudios de género. (2011)
- Intrusas en la Universidad. UNAM, (2013).
- El ocioso intento de tapar el sol con un dedo. Violencia de género en la Universidad. Perfiles Educativos. (2015)
- Sexismo en la universidad. COLMEX (2017)
- Conceptos clave en los estudios de género. UNAM, (2018).
- Antimanual de la lengua española para un lenguaje no sexista, UNAM, (2020).
- Debate feminista ahora. CIEG-UNAM, (2022)